# Сказання про князів Володимирських
«Сказання про князів Володимирських» (також цикл «Сказань про князів Володимирських») — московська літературно-публіцистична пам'ятка XVI століття, що використовувалася в політичній боротьбі з метою зміцнення авторитету великокнязівської, а пізніше царської влади.
В основі твору лежить легенда, яка зводить московських великих князів до римського імператора Августа за посередництвом легендарного Пруса, з одного боку, що перебував у спорідненості з Августом, з іншого — за легендою, що був родичем міфічного руського князя Рюрика. Укладач Оповіді або її джерел, зводячи Рюрика до Августа, керувався ідеєю пошуку «престижних» засновників держави.
У Сказання входить також інша легенда, про отримання Володимиром Мономахом від візантійського імператора Костянтина Мономаха царських регалій, знаків царської гідності: барм, Животворного Хреста і царського вінця (Шапки Мономаха), якими великий на князь був «Царем великі Руссії». Історія про передачу на Русь царського вінця не підтверджується історичними фактами.
Трактат послужив ідеологічним тлом для вінчання Івана IV Грозного як першого московського царя.

## Текстологія та походження
На думку А. В. Назаренка, вже в домонгольський період сформувалося підґрунтя для панегіричного переказу про візантійські царські дари Володимиру Мономаху, що в першій половині XVI століття в «Сказання про князів Володимирських» набув закінченої форми — про візантійське походження шапки Мономаха як коронаційної інсигнії московської держави.
Час формування легенд, що лежать в основі оповіді, не встановлено, про їх існування до початку XVI століття відомостей немає. У 1510-х роках, до 1523 року, легенди виявилися об'єднані у тексті церковно-публіцистичного «Послання про Мономаховий вінець» Спиридона-Савви (Сатани). На основі Послання приблизно в той же час і не пізніше 1527 була створена перша редакція Сказання. Друга редакція твору була створена у зв'язку з підготовкою вінчання на царство Івана IV.
Укладач Оповіді та точний час його створення невідомі. Припущення про авторство виходять із датувань твору. На думку Івана Жданова, Оповідь була створена наприкінці XV століття, і Спиридон-Сава для свого Послання використовував наявний текст Сказання. За Ждановим, наприкінці XV століття автором такого твору найімовірніше був Пахомій Серб, який багато працював на замовлення московської влади. Олександр Зімін також відносив Оповідь до кінця XV століття, проте його складання пов'язував з підготовкою вінчання на царство Іваном III свого онука Дмитра Івановича у 1498 році. Зімін не називав можливого автора, але й не вважав таким Пахомія. Олександр Гольдберг припустив, що первісна редакція твору не збереглася і була створена наприкінці 1510 — на початку 1520-х років, а її автором міг бути Дмитро Герасимов, московський дипломат, який був літературно освічений і займався перекладацькою діяльністю, «здатний втілити в конкретної форми нові історико-політичні ідеї, що склалися у московських правлячих колах». Руфіна Дмитрієва зазначає, що версії авторства як Пахомія Серба, і Дмитра Герасимова не є серйозно аргументованими. На її думку, твір було написано в середовищі, яке було «тісно пов'язаним з великокнязівською владою, якщо і не безпосередньо, то через якусь високопоставлену особу».
«Сказання про князів володимирських» у першій редакції та Послання Спиридона-Сави супроводжуються додатковою статтею — родоводом литовських князів, основою якого є легенда про низьке походження першого князя литовського Гедиміна, яка була націлена на утвердження переваги московської династії над литовським. Ця стаття була політично актуальною у 1510—1520-х роках, період запеклої боротьби з Литовською державою за прикордонні землі. Але ця легенда вже не була використана при складанні великокняжого Воскресенського літопису, й Іван Грозний відкидав його, заявляючи: «…безліпичники брешуть, що Вітенець-служебник був тверських великих князів, а при ньому був конюшець Гегімінік» (Послання Івана Грозного). У результаті до другої редакції «Сказання про князів Володимирських» родовід литовських князів не увійшло.

## Цілі та завдання
У XV—XVI століттях Володимир-на-Клязьмі зберігав авторитет як один з найдавніших політичних і церковних центрів Залісся, що відбилося в тому числі в ряді московських творів, у найбільш повному вигляді, зокрема, в циклі «Сказань про князів Володимирських».
Вже середньовічної історіографії, особливо у польській, набули поширення конструкції, покликані продемонструвати, щонайменше, римську давнину слов'янської державності; в Московії в цьому руслі було створено «Сказання про князів Володимирських». У московському літописанні та політичній літературі XVI століття, в тому числі в Оповіді, під впливом польської історіографії Рюрик був представлений як нащадок римського імператора Августа і вихідець з Пруссії, а переказ про нього було поєднано з новгородською традицією про першого посадника Гостомисла.
У періоди ідеологічних криз літописне оповідь про покликання варягів набувало особливого значення: початок Московської держави вимагалося привести у відповідність до його сьогодення. В епоху становлення централізованої держави ця потреба призвела до розбудови літописної оповіді та створення «Сказання про князів Володимирських», за яким невідомий Європі Рюрик став нащадком Августа.
Укладачі Оповіді ставили завдання створення твору, який міг застосовуватися в політичній практиці Московської держави. Твір мав на меті утвердження глибокого історичного коріння правлячої московської династії Рюриковичів через зведення її до римського імператора Августа і протиставлення московських князів литовським Гедиміновичам, які, виходячи зі Сказання, мали менш знатних предків. У московський частині генеалогії Сказання ключовою фігурою серед володимирських князів представлений Володимир Мономах, вотчиною якого буцім то був Володимир-на-Клязьмі, де за легендою в 1108 князем була збудована фортеця (зу сучасними даними, Володимир заснований Андрієм Боголюбським як нови митрополичий осідок). За версією твору, Володимиром Мономахом від візантійського імператора Костянтина Мономаха отримав царські інсигнії («вінець царський»), «і з того часу тим вінцем царським… вінчаються все великі князі володимирські, коли ставляться на велике князівство Руське». Велике князівство Володимирське представлене в Сказанні як ступінь до «великого князівства Руського».
Зведення роду Рюриковичів до Августа у Сказанні відповідає традиціям середньовічної генеалогії централізованих держав з характерними для них імперськими амбіціями. У Сказанні московська історіографія «переграла» Новгород, перетворивши легендарного новгородського посадника Гостомисла на ініціатора покликання великого князя Рюрика «від роду Августа» з Прусської землі: спадкоємцями цих діячів вважали себе московські князі. «Державний вигадка» ознаменував тут закінчення літописання та становлення літератури Нового часу.

## Використання в політиці та дипломатії
Ідеї твору використовувалися в дипломатичних суперечках за Василя III та Івана IV. Вперше легенда за текстом Оповіді про походження великих російських князів від імператора Августа була використана як офіційна версія при створенні Воскресенського літопису. Пізніше вона була включена як вступна стаття до «Государевого родословця» 1555, а також увійшла в «Ступінну книгу».
Для Івана Грозного особистість Володимира Мономаха становила особливий інтерес. Епізод Оповіді про дарунок візантійського імператора Костянтина Мономаха князю Володимиру Мономаху знаків царської гідності, вінчанні останнього на царство і нареченні «царем великої Росії» послужив для Іоанна IV одним з аргументів, що доводить його право на царський вінець. Історія здобуття Володимиром Мономахом царських регалій склала вступну статтю до чину вінчання Івана Грозного на царство 1547 року. Більшість зображень Володимира Мономаха, що збереглися, належать до епохи Івана IV. Майже всі зображення Володимира Мономаха XVI століття було створено невдовзі після вінчання царство Івана IV. Послання Спиридона-Сава пізніше було використано в чинах вінчання московських царів.
Сюжетом із «Сказання про князів Володимирських» завершується новгородська редакція «Сказання про Словена і Руса», новгородський за походженням легендарно-історичний твір: Гостомисл, який правив у відновленому після запустіння Новгороді / Словенську, дав пораду закликати «самодержця» з Прусської землі «від роду Августа»; потім у Новгород з'явився курфістр і князь великий Рюрик. Легенда про походження Рюрика в редакції «Сказання про князів Володимирських» була використана Інокентієм Гізелем у «Синопсисі» 1674 року.

## Критика
Безпідставність генеалогічних претензій Івана Грозного, заявлених у зв'язку зі Сказанням, викликала неприйняття вже авторів того періоду. Вже хорватський історик XVII століття Юрій Крижанич закликав відкинути ганебні «байки» «придворних баятелів» про Гостомисла, «не шукати слави в брехливих і всіма народами осміяних і обпльованих байках про рід Августа».
Історія про передачу на Русь царського вінця не підтверджується історичними фактами; київський князь Володимир Мономах (1113—1125, нар. 1053/54) та візантійський імператор Костянтин IX Мономах (1042—1055) не були сучасниками.

## У мистецтві
У 1551 році в Успенському соборі Московського Кремля з'явилося царське молене місце (мономахів трон) Івана IV, стінки якого прикрашають 12 барельєфів (різьблення по дереву), що являють собою ілюстрації до Сказання. У композиції, яка відкриває оповідання, Володимир Мономах сидить на троні, на ньому парадний княжий одяг і висока шапка з навершям, подібна формою з вінцем Костянтина Мономаха на іншому барельєфі того жетрона. У другій композиції Володимир Мономах зображений верхи на коні, одягнений у сукню, ферязі та князівську шапку. У 11-й композиції Володимир Мономах із непокритою головою зустрічає надіслані від візантійського імператора дари. У завершальній композиції митрополит Неофіт вінчає князя на царство, вінцем служить висока шапка з навершием. Володимир Мономах зображений у парадній царській сукні, на грудях у нього хрест на товстому ланцюгу, в руці він тримає отриманий від митрополита жезл-посох. На кожних дверцятах у колах вирізано по два написи, які містять розповідь про війну Володимира Мономаха з греками.
| Лівий верхній рельєф | Правий верхній рельєф                               | Лівий нижній рельєф | Правий нижній рельєф |
| --- | --------------------------------------------------- | --- | --- |
| |                                                     | | |
| |                                                     | | |
| № 1. Рада Володимира Мономаха «со Князми своими», на якій він розповідає про хоробрість предків, які отримують данину з Царгорода. | № 2. Виступ Володимира в похід.                     | № 3. Війська великого князя Володимира рухаються у Фракію.                                                                                 | № 4. Воєводи біля фракійського міста. |
| |                                                     | | |
| № 5. Воєводи великого князя взяли в полон фракійців.                                                                               | № 6. Війська повертаються «з багатьма багатствами». | № 7. Війська Костянтина Мономаха б'ються з ворогами — «з Перси і з Латиною».                                                               | № 8. Костянтин Мономах скликає раду і призначає послів до Києва.                                                                                                   |
| |                                                     | | |
| № 9. Костянтин Мономах «дає честныя дары» — царські регалії — для передачі князю Володимиру.                                       | № 10. Посли на кораблі вирушають у дорогу.          | № 11. Посланці з Царгорода прибувають до Києва до великого князя Володимира і приносять «честныи и иные многи дары и прошаху у него мира». | № 12. Митрополит Неофіт, який прибув із Царгорода, вінчає великого князя Володимира Всеволодовича царським вінцем — шапкою Мономаха і вручає йому царський скіпетр |

1561 року було створено не збережений розпис Золотої палати, парадної зали московських монархів. На її стінах було відтворено ілюстрації до Оповіді. Іконографія була близькою до рельєфів трону. Були такі зображення: Володимир Мономах сидить на троні в палатах, виступає на похід (на відміну тронної композиції тут він зображався в обладунках) і вінчається на царство. Парадне зображення Володимира було розміщено на стіні, «що від Благовіщення Пресвятої Богородиці». Імператор представлений сидячим «під золотим царським місцем», має повне імператорське вбрання: «У правій руці тримає скіпетр, на чолі вінець царський… на плещах діадима і хрест на персях з чепом златою». Поруч із ним було написано образ Костянтина Мономаха. Подібність їх іконографій обох правителів, їхнього одягу, регалії, підкреслювало їхню «рівночесність». «Портрет» Володимира, поясний у медальйоні, розташовувався на стіні і був звернений до Червоного ганку. Він був включений ряд інших великих князів, колишніх родичів першого російського царя, зображення яких також розміщувалися в медальйонах.
Цикл ілюстрацій до Оповіді був написаний також для Лицьового літописного зводу.